# 中環碼頭

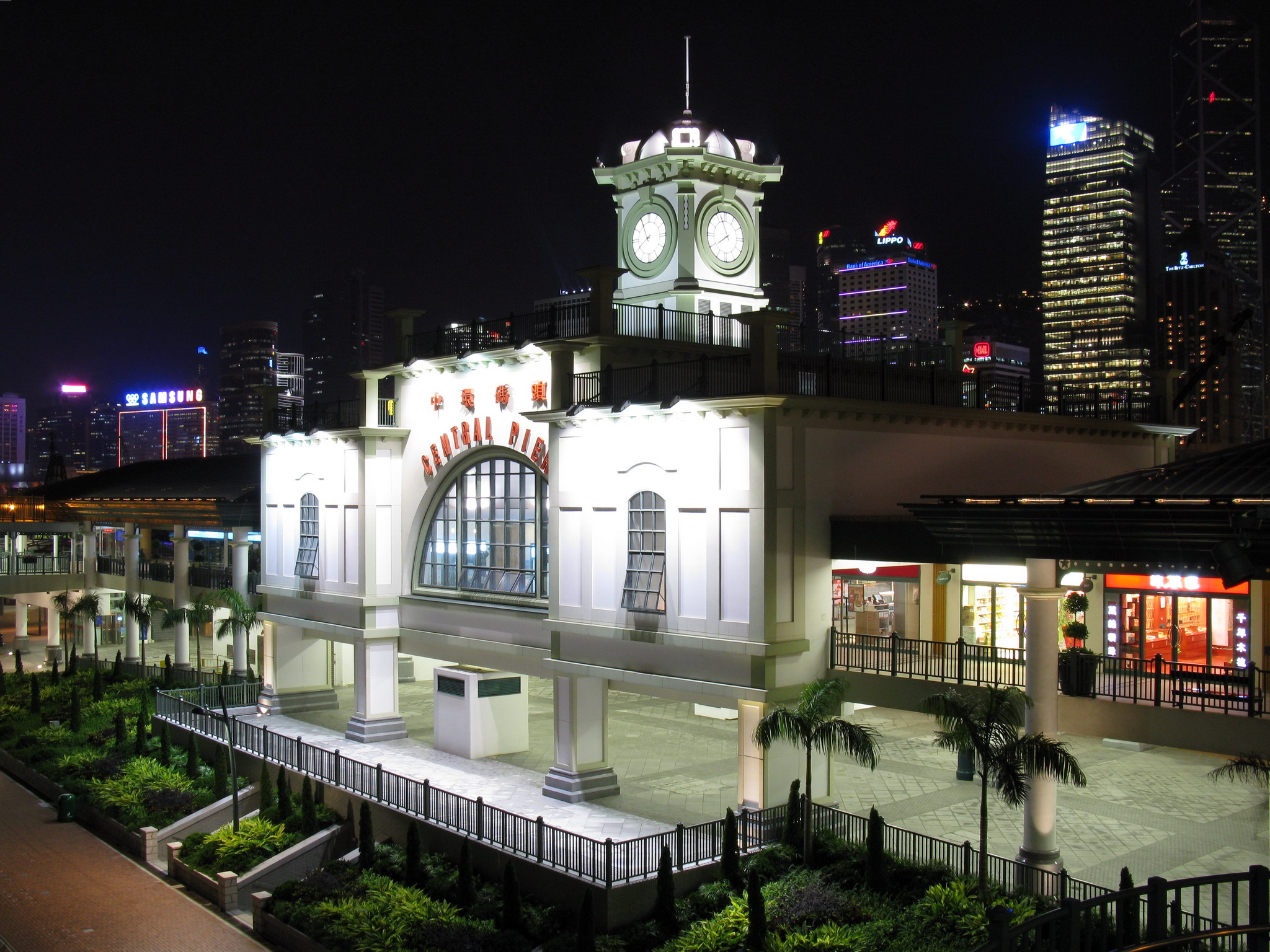
中環天星碼頭夜景，天星碼頭位於中環碼頭東部

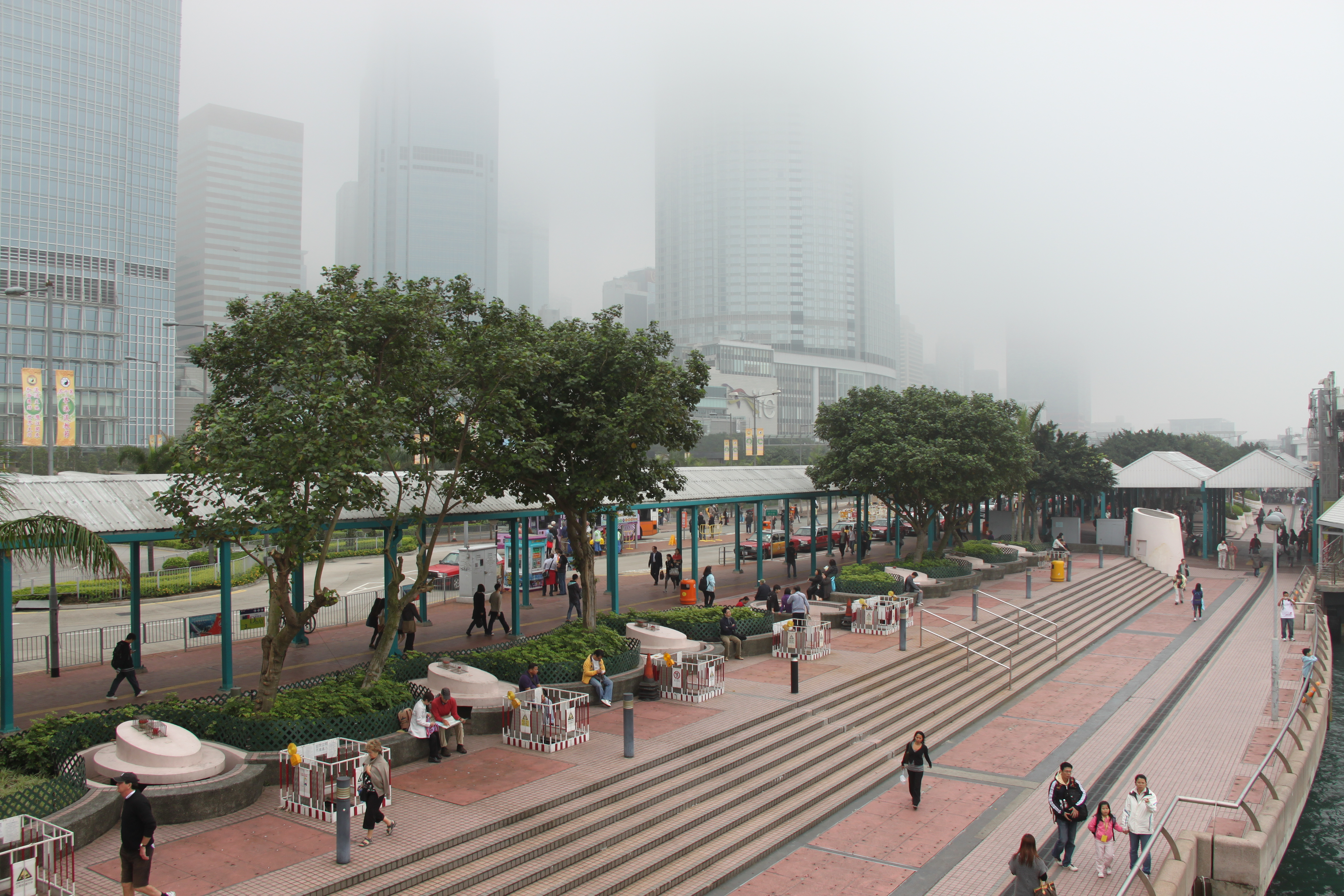
中環碼頭的海濱長廊

中環碼頭（英語：Central Ferry Piers），全稱中環渡輪碼頭，位於香港香港島國際金融中心對開的海旁，一直沿海濱延伸至上環和金鐘，為香港島橫渡維多利亞港兩岸及來往香港多個離島的主要渡輪碼頭。中環碼頭經數次整合，結合了中區政府碼頭、卜公碼頭、統一碼頭、大會堂碼頭、愛丁堡廣場碼頭（中環天星碼頭）和皇后碼頭的功能，使到中環大部份渡輪服務均集中在一處，香港海事博物館也位於中環碼頭東部。

## 歷史
中環碼頭位置貼近交易廣場。填海之前，該處原有合稱港外線碼頭的卜公碼頭和統一碼頭。卜公碼頭原址位於《中區填海計劃》第1期的地營運來往尖東、屯門及大嶼山愉景灣的航線，統一碼頭原址於港景街及統一碼頭道附近。兩座碼頭拆卸前，經營港外線碼頭航線及維多利亞港內航線，包括往佐敦道碼頭及大角咀碼頭等目的地；此外，更有開設荃青快線，來往荃灣及青衣島；至1990年代，因為乘客量銳減而停辦。
受到中環及灣仔填海計劃影響，原有的港外線碼頭停止服務，所有離島線在1995年遷往中環1至7號碼頭。愛丁堡廣場碼頭於2006年11月12日搬遷至位於民光街與民耀街交界的中環7號和8號碼頭，毗連的大會堂碼頭則提供來往愉景灣及尖東碼頭的飛翔船渡輪服務，隨後遷往中環8號碼頭東翼（已經停航）。皇后碼頭作為公眾碼頭功能亦在2007年4月26日起被中環9號碼頭所取代。

## 上蓋發展
1994年7月，行政局同意由油麻地小輪申請發展中環碼頭4至7號的上蓋物業，小輪公司原計劃在中環環頭興建四座西式帆船物業，造價成本為36億元，其後更改設計為中式帆船，並將建費3億元，並在碼頭上蓋預留樁柱。雙方因補地價問題方面出現造分歧，港府在1995年12月提出27億元補地價費用，油麻地小輪於1996年5月還價20億元。在亞洲金融風暴後，油麻地小輪更指補地價減至七億元才算合理。1998年6月政府主動將補地價降至17億元，但小輪公司在7月卻還價1億9100萬元。政府於1998年7月21日要求油麻地小輪回覆是否繼續經營渡輪業務及補地價，但小輪公司在8月14日公接納政府建議。1998年8月15日，行政會議決定停止與油麻地小輪就中環碼頭發展計畫進行磋商，並把其經營的12條航線連同天星小輪經營的紅磡至中環航線服務分為8組作為公開招標，中環碼頭上蓋發展計劃因而擱置。
2005年1月5日，新渡輪向共建維港委員會提出改善中環碼頭海旁的初步概念設計，建議政府斥資6.6億元，分兩期進行美化工程，興建一條多功能、設有商場和食肆的長廊連接新天星碼頭（7號及8號碼頭）和2號碼頭，以園林綠化和文化藝術品裝飾的平台連接碼頭區和國際金融中心。為了令渡輪營辦商透過租務增加收入，香港政府曾經考慮在中環4至6號碼頭上蓋增建一層，讓營辦商出租作餐廳或零售業務，從而增加非票務收入及匯聚人流。但是海濱事務委員會批評建碼頭設計平庸，提議加入開放式餐飲空間，以增加建築物的透視度，另外有委員提出3座碼頭天台層可以有不同風格的創意設計。加建後碼頭的零售業務可以增加渡輪公司的非票務收入，但是土木工程拓展署官員指出，暫時難以評估新設施所帶來的收益是否能夠補貼票價。
2012年，土木工程拓展署對原來的碼頭設計作出改動，將天台層改成有360度環視的觀景台，遊人除了可以欣賞海濱景致，亦可以回望山景。5層的碼頭建築中，第3、4層均作零售、餐飲及休閒用途。2013年，香港政府計劃動用6億970萬港元於同年11月開始為中環4、5及6號碼頭各額外興建一層半樓層（採用比較透明及環境保護的設計，具備流線型的特點，各樓層均提供休憩用地），以增設餐飲及零售空間，以賺取船務外的非票務收入，補貼渡輪服務的營運，並且翻新或者改裝現有樓層，頂層一半面積將會可以供予公眾作為休憩用途，5號碼頭工程將會率先於2015年完成，其後為4及6號碼頭。工程完成後，將會可以提供12,600平方米的商用建築樓面面積，作為餐飲、零售及其他與海濱有關全的用途。
2013年2月21日，海濱事務委員會港島海濱發展專責小組開會，討論由營運及管理中環7號碼頭的天星小輪有限公司提出的建議，作為未來發展。建議提出，利用中環碼頭連接大樓地下約1,627平方米的空間，開設以售賣香港平民化特色熟食為主的夜市，成為「上環大笪地」。天星小輪認為，此舉能夠方便公眾外出尋訪美食，亦可以成為吸引遊客的新景點。此外，中環碼頭一帶的廉價美食並不多，加上位於香港海事博物館即將正式開幕，成為中環碼頭的新景點，認為是契機增加中環碼頭一帶的活力。按照初步構思，夜市可以容納逾10間特色食肆，每晚可以凝聚約2千人，開放時間平日由下午5時至凌晨，周末及假日則提早至上午11時開放，同樣於凌晨收市。有關食肆將會設有枱椅，晚行朝拆，確保碼頭空地早上回復原貌，不會影響人流往返碼頭。天星小輪公司指出，若果有關部門支持建議，公司將會制訂詳細的計劃及訂定招租安排。
2013年5月20日，計劃動用6億970萬元，年底起開始在中環四、五、六號碼頭各加建一層半樓層，以增添餐飲、零售賺取額外非票務收入補貼渡輪服務，並在現有樓層進行翻新或改裝工程，頂層一半面積會供公眾作休憩用途，工程將於2015至2018年分期完成加建工程完成後，可提供12,600平方米的商用建築樓面面積，將用作餐飲、零售及其他與海濱有關的用途。但直到2022年，有關計劃仍未進行。

## 碼頭列表

### 1號碼頭 - 中區政府碼頭
中區政府碼頭是一座由政府使用的碼頭，取代中環填海工程第一期而位於海港政府大樓對出之政府碼頭。

### 2號碼頭 -珀麗灣客運
- 中環 ↔ 馬灣珀麗灣

### 3號碼頭 -愉景灣航運
- 中環 ↔ 大嶼山愉景灣（逢星期六、日及公眾假期，部份班次延長至愉景灣北）

### 4號碼頭 -港九小輪
- 西岸泊位 - 中環 ↔ 南丫島索罟灣
- 東岸泊位 - 中環 ↔ 南丫島榕樹灣

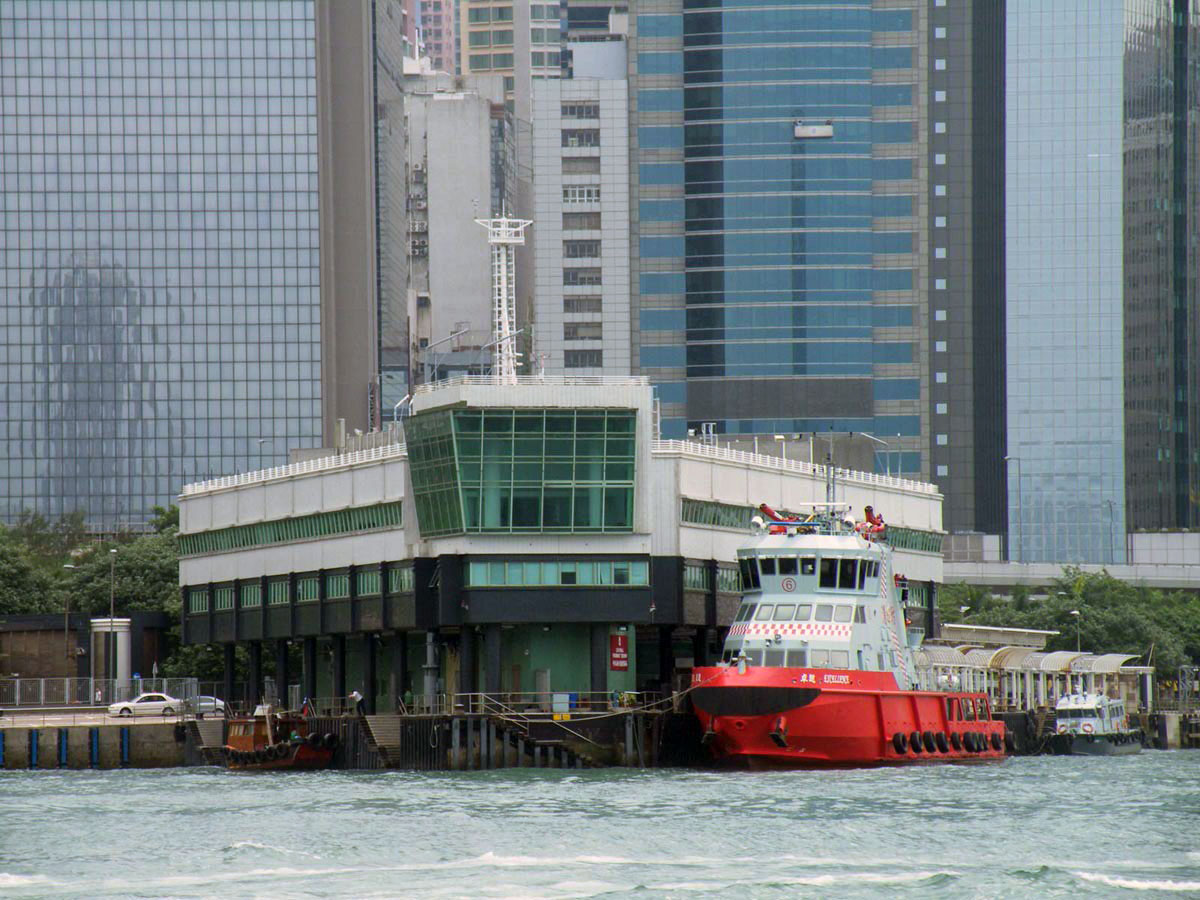
1號碼頭
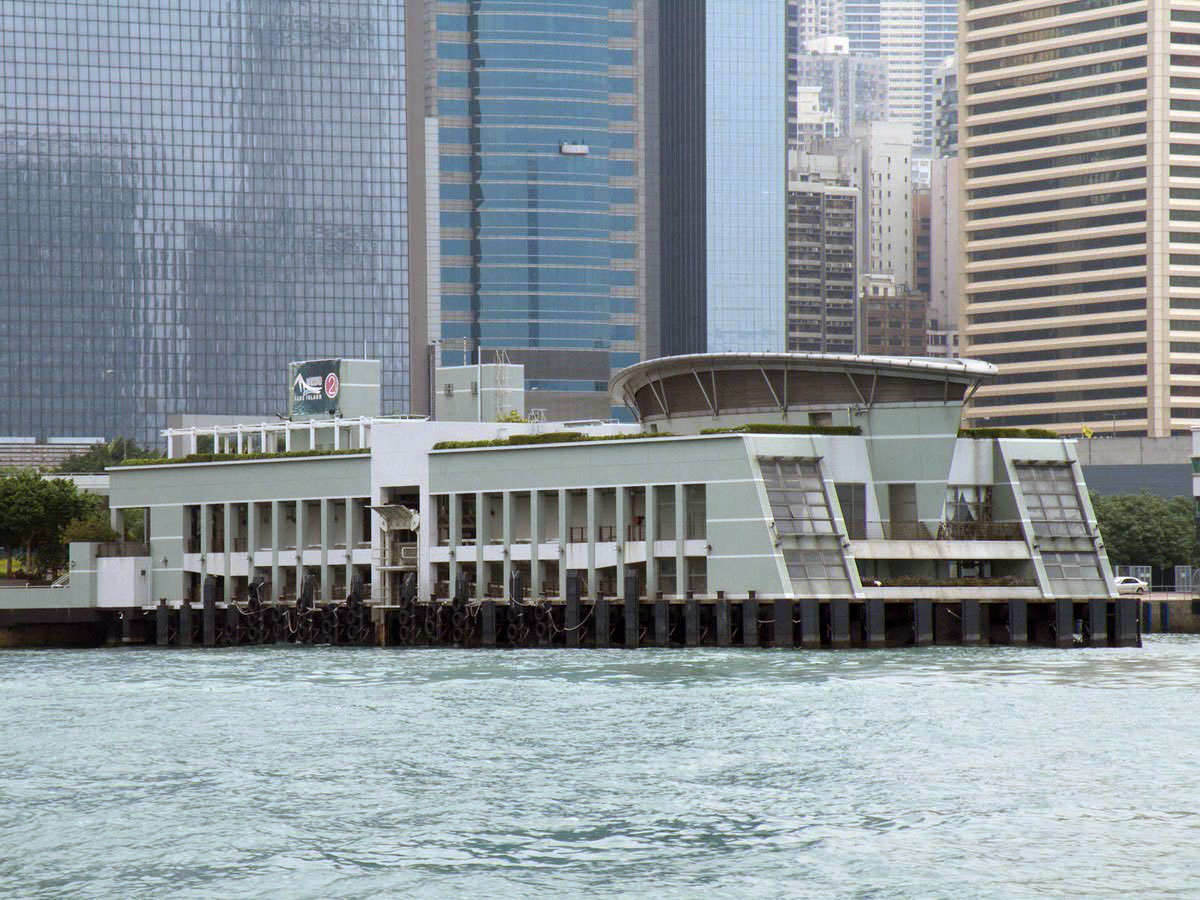
2號碼頭
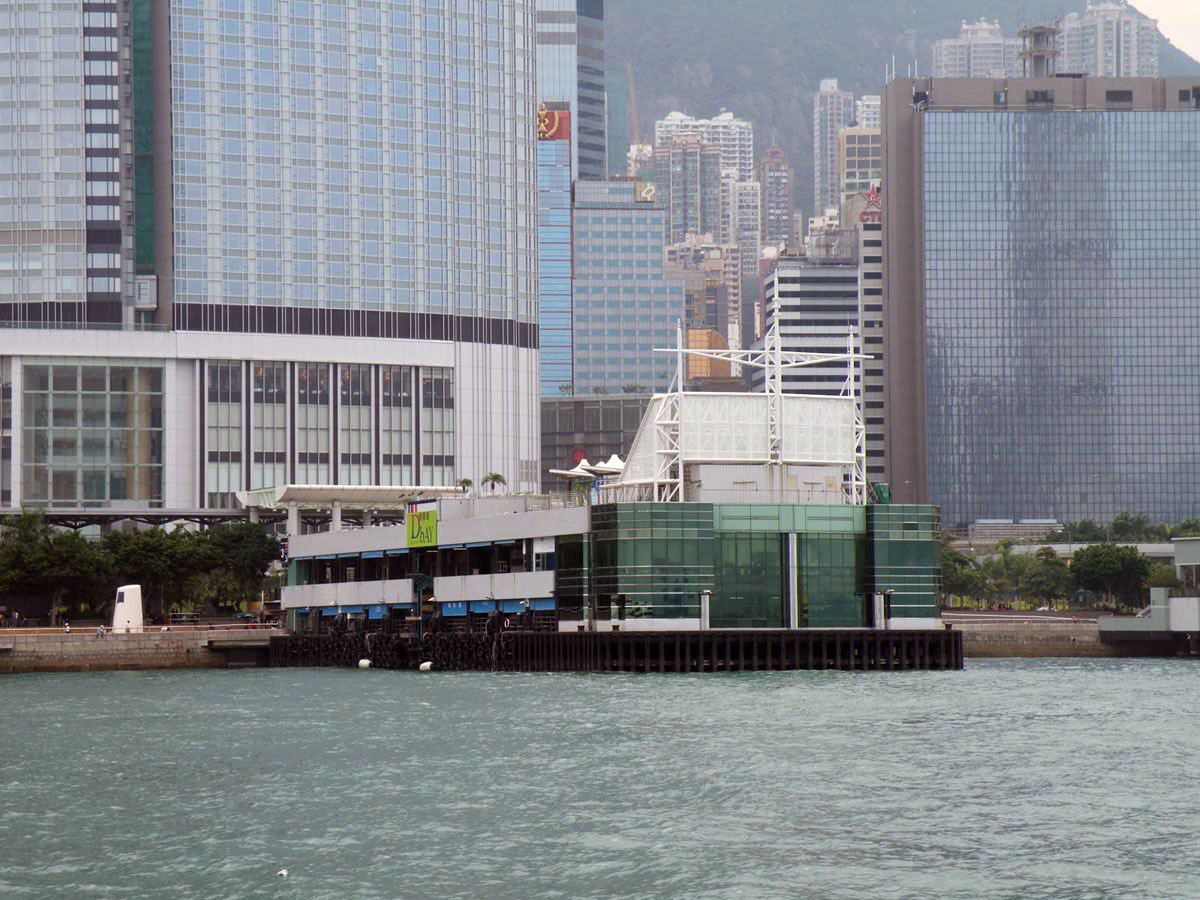
3號碼頭
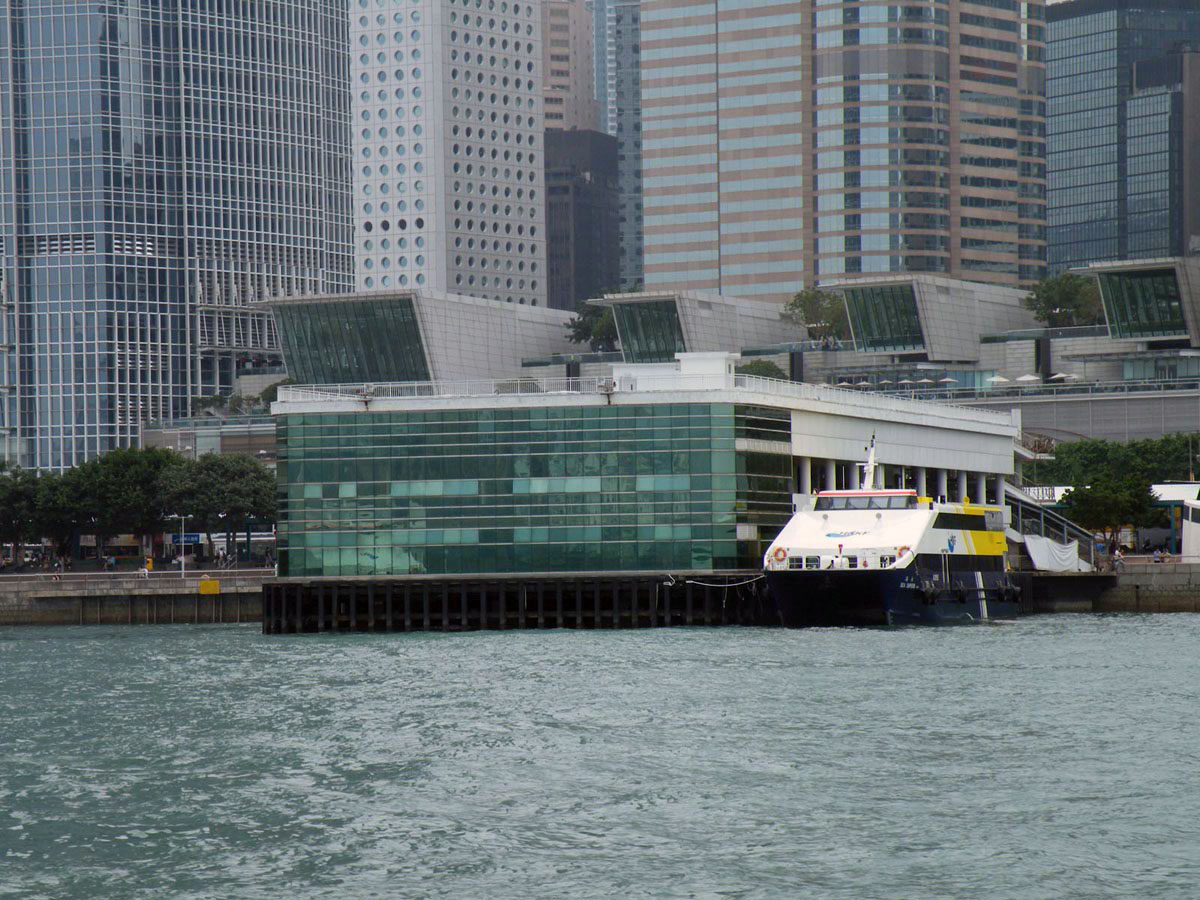
4號碼頭

### 5號碼頭 -新渡輪
- 中環 ↔ 長洲、大嶼山梅窩（凌晨3：00）
  - 西岸泊位 - 普通渡輪
  - 東岸泊位 - 快速船

### 6號碼頭 -港九小輪／新渡輪

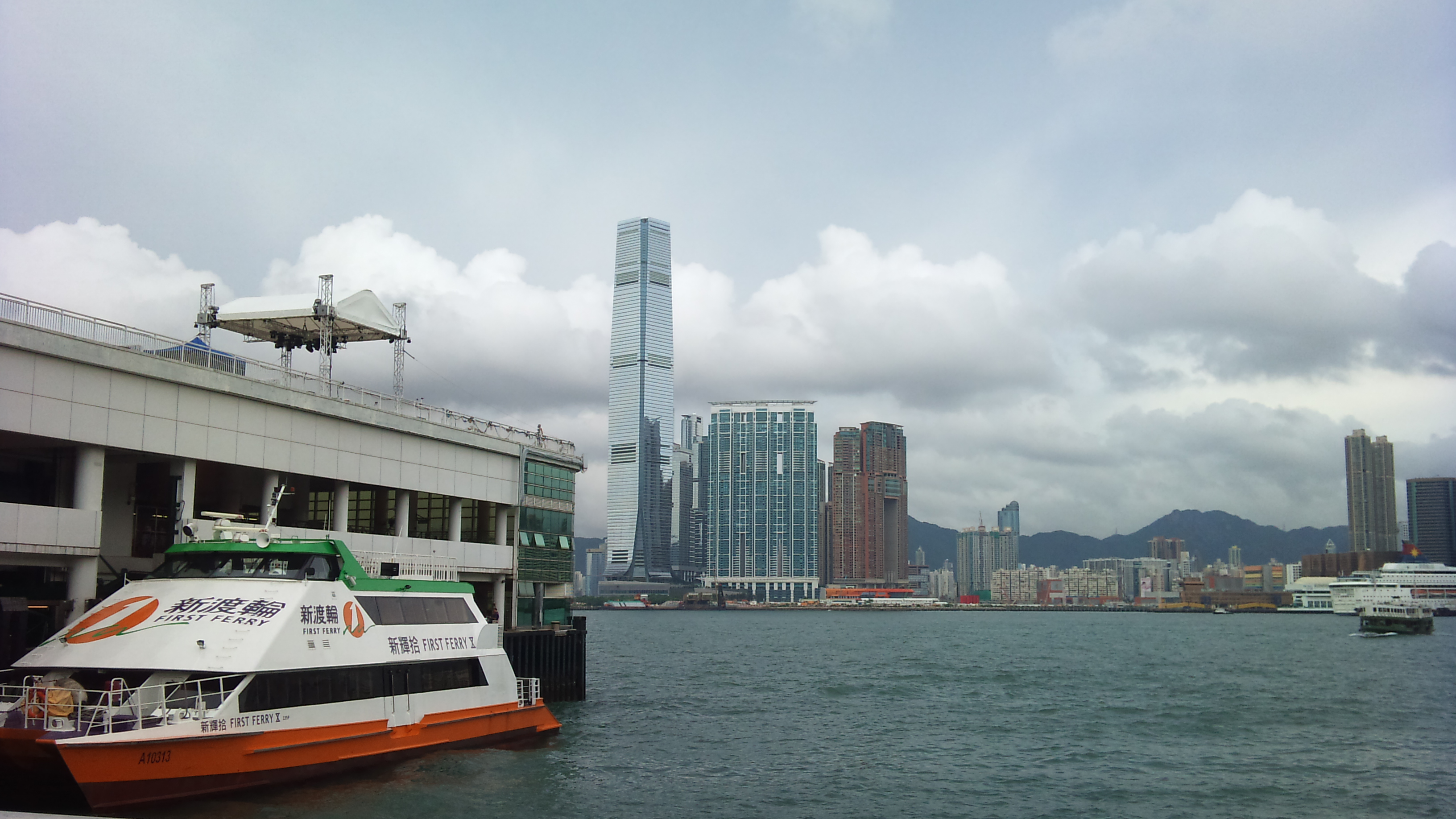
6號碼頭東岸泊位

- 西岸泊位 - 港九小輪
  - 中環 ↔ 坪洲
- 東岸泊位 - 新渡輪
  - 中環 ↔ 大嶼山梅窩

### 7號碼頭 -天星小輪
- 中環 ↔ 尖沙咀

### 8號碼頭 -香港海事博物館／富裕小輪（水上計程車）
- 西岸泊位 - 中環 ↔ 紅磡，1965年至2011年曾由天星小輪營辦，在2020年6月28日恢復服務，並改由珠江船務旗下的富裕小輪營辦。
- 東岸泊位 - 曾經由海佑小輪尖東至中環航線使用，現已納入香港海事博物館一部分。
- 碼頭平台及頂層已改建為香港海事博物館。

### 9號碼頭 - 公眾碼頭

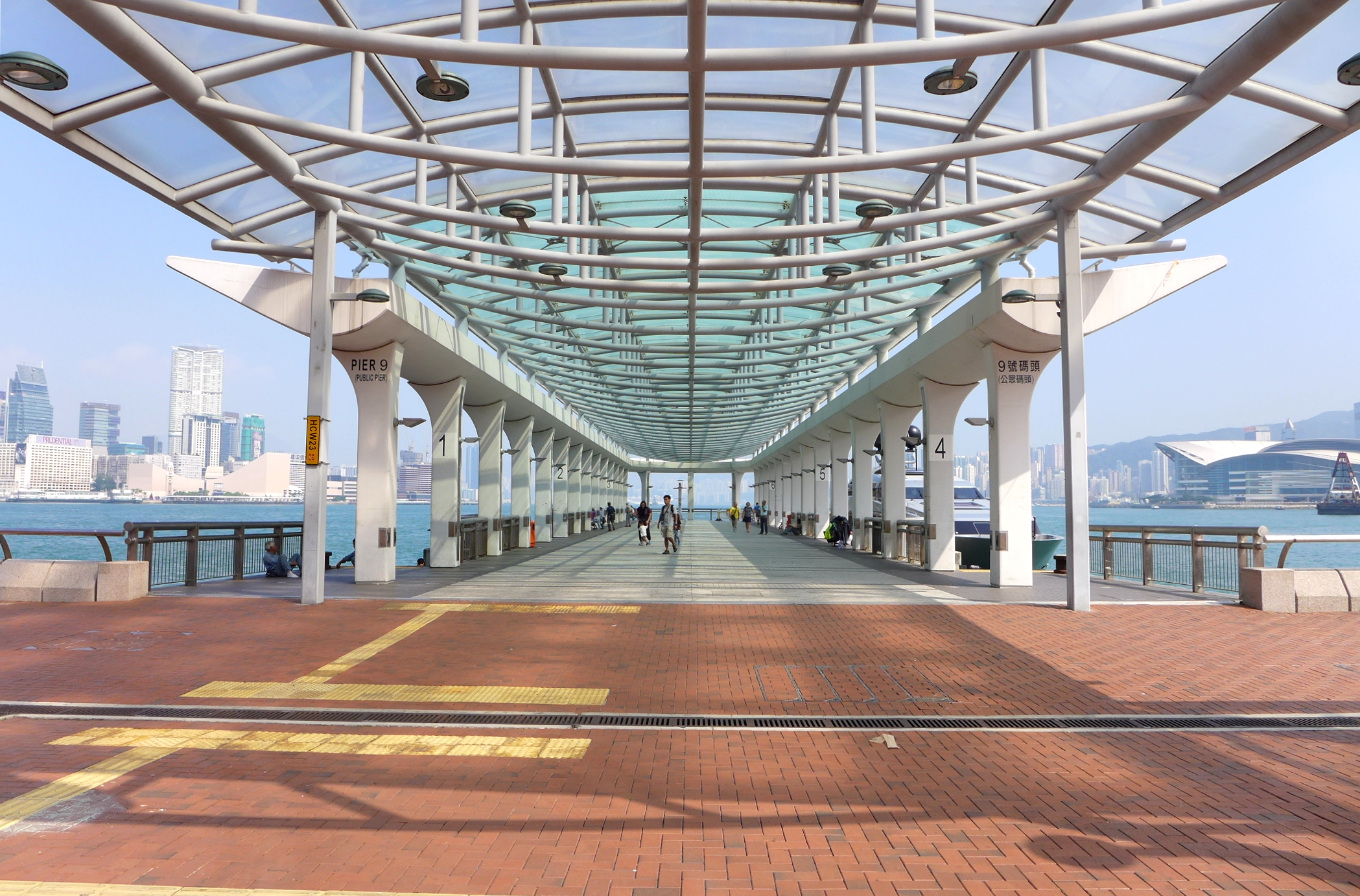
9號公眾碼頭採用玻璃天幕設計

九號碼頭於2007年4月26日凌晨零時正啟用，取代位於愛丁堡廣場的皇后碼頭，設有12組公眾登岸樓梯（各6個），碼頭採用玻璃天幕設計，充分利用日光，以節約能源。

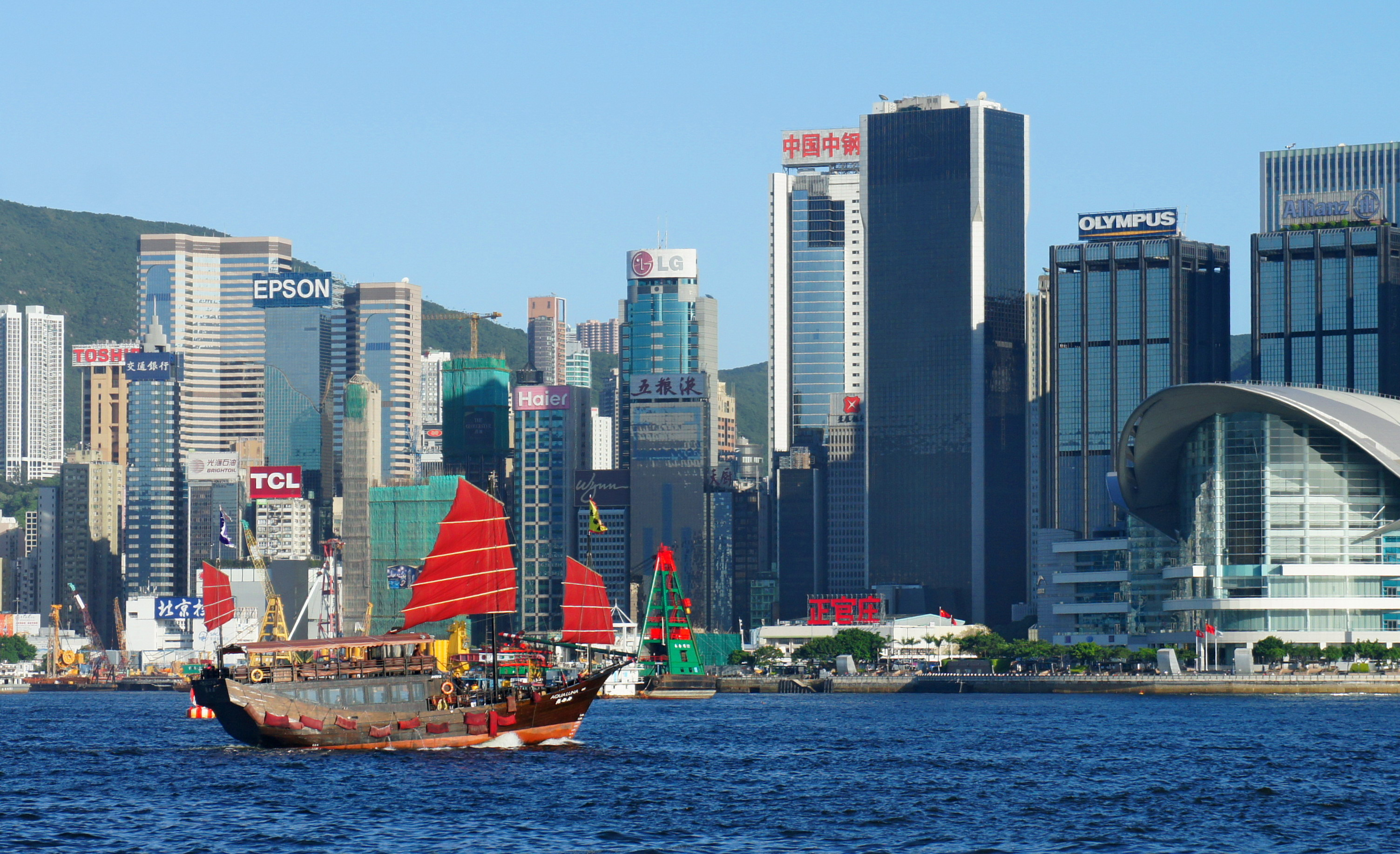
仿古中式帆船「張保仔號」

#### 使用9號碼頭的渡輪與遊船航班
- 中環 ↔ 南丫島索罟灣天虹海鮮酒家[13]
- 中式帆船鴨靈號海上遊[14]
- 中式帆船張保仔號（Aqua Luna）海上遊[15]
- 中式觀光船輝號號（Noble House）和鳳凰號海上遊[16]

### 10號碼頭 - 公眾碼頭

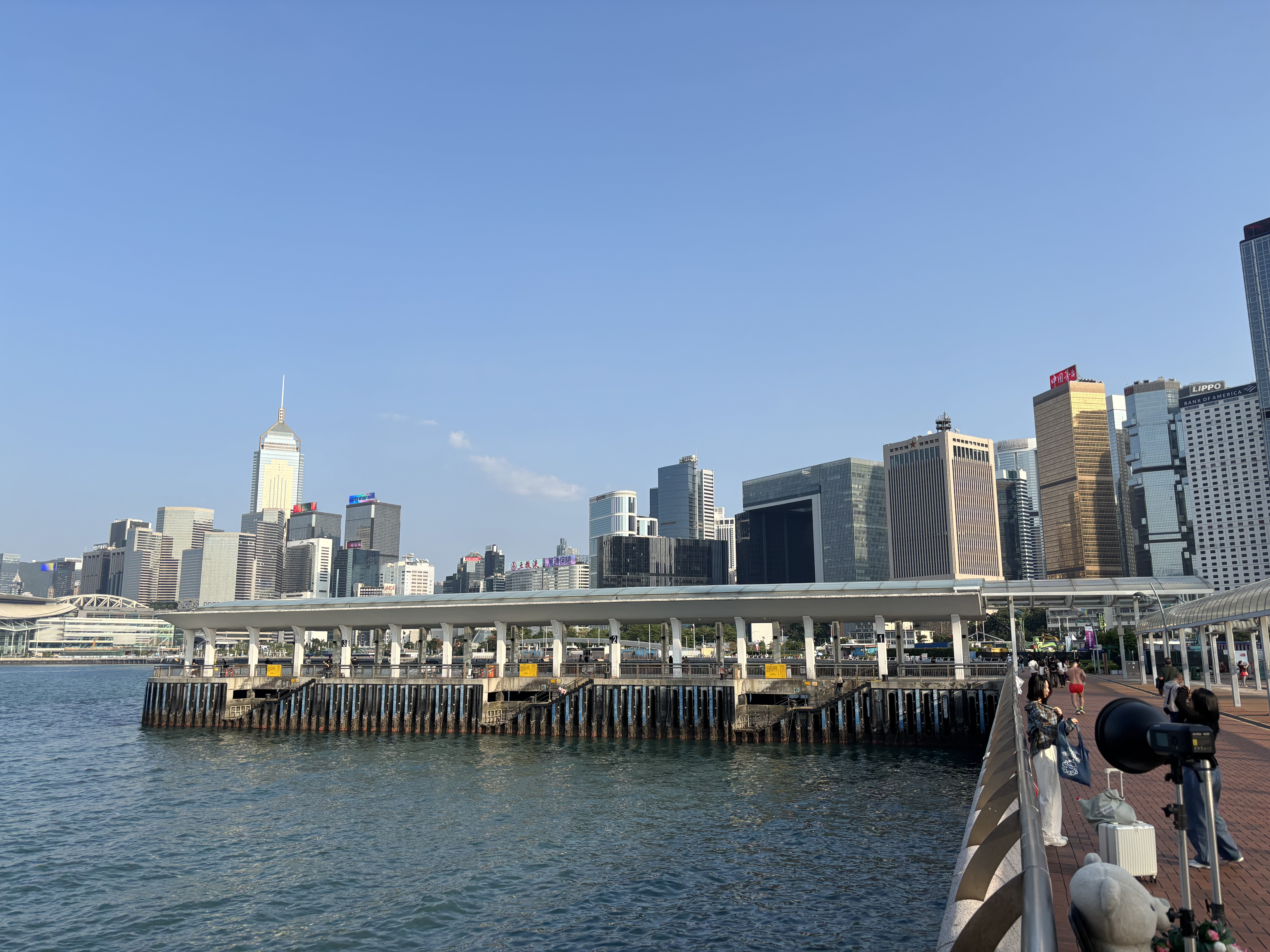
中環10號公眾碼頭

10號碼頭通常只有私人船隻會停泊。其設施、外形及功能與9號公共碼頭完全相同。

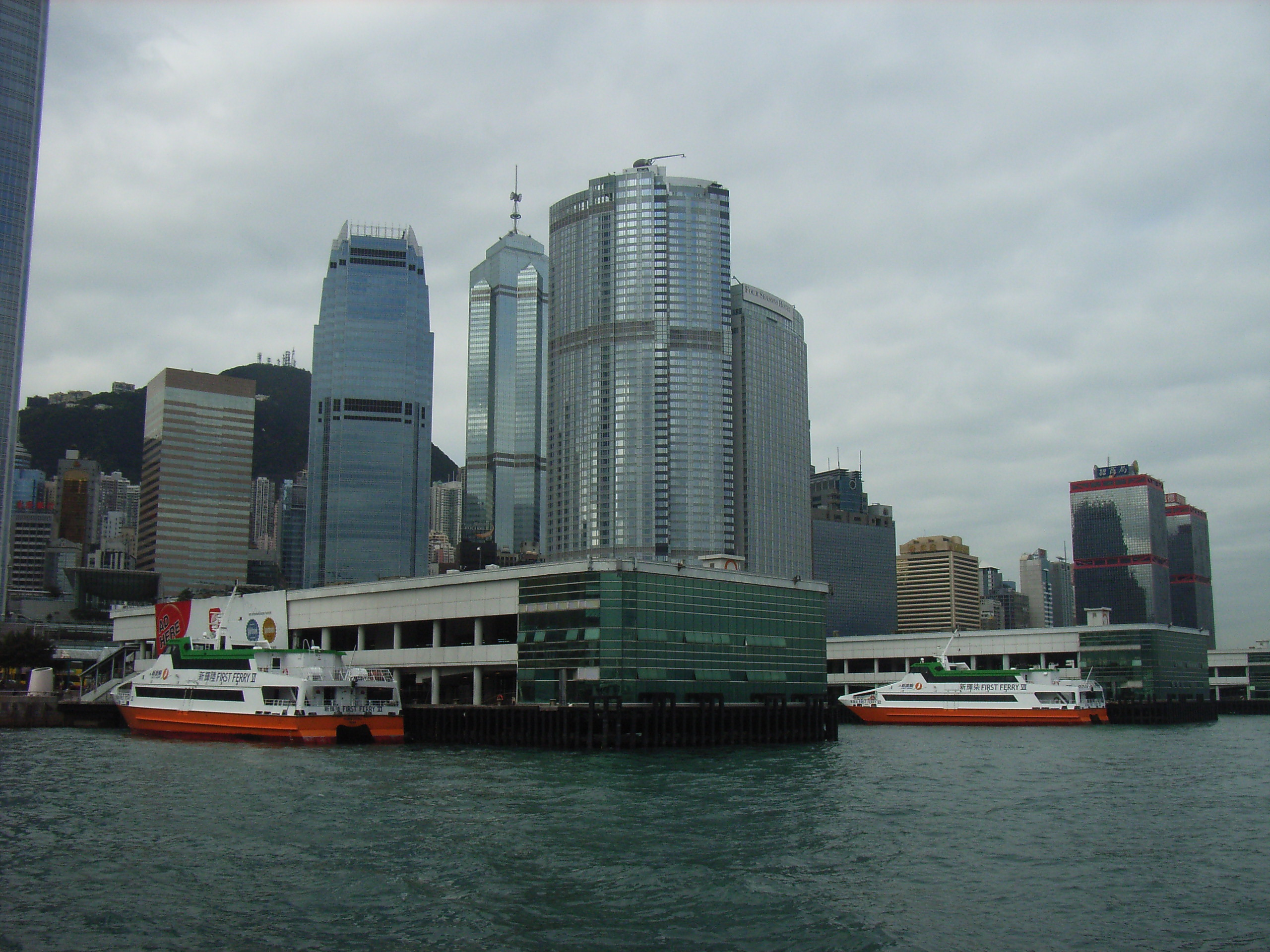
5號及6號碼頭
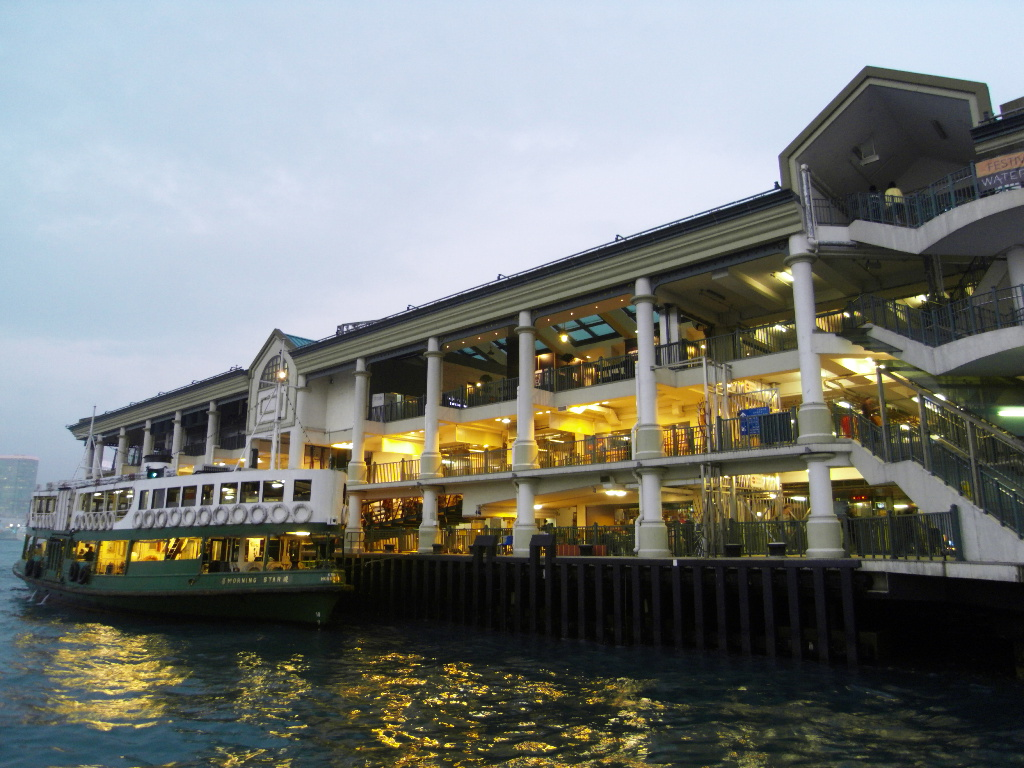
7號碼頭
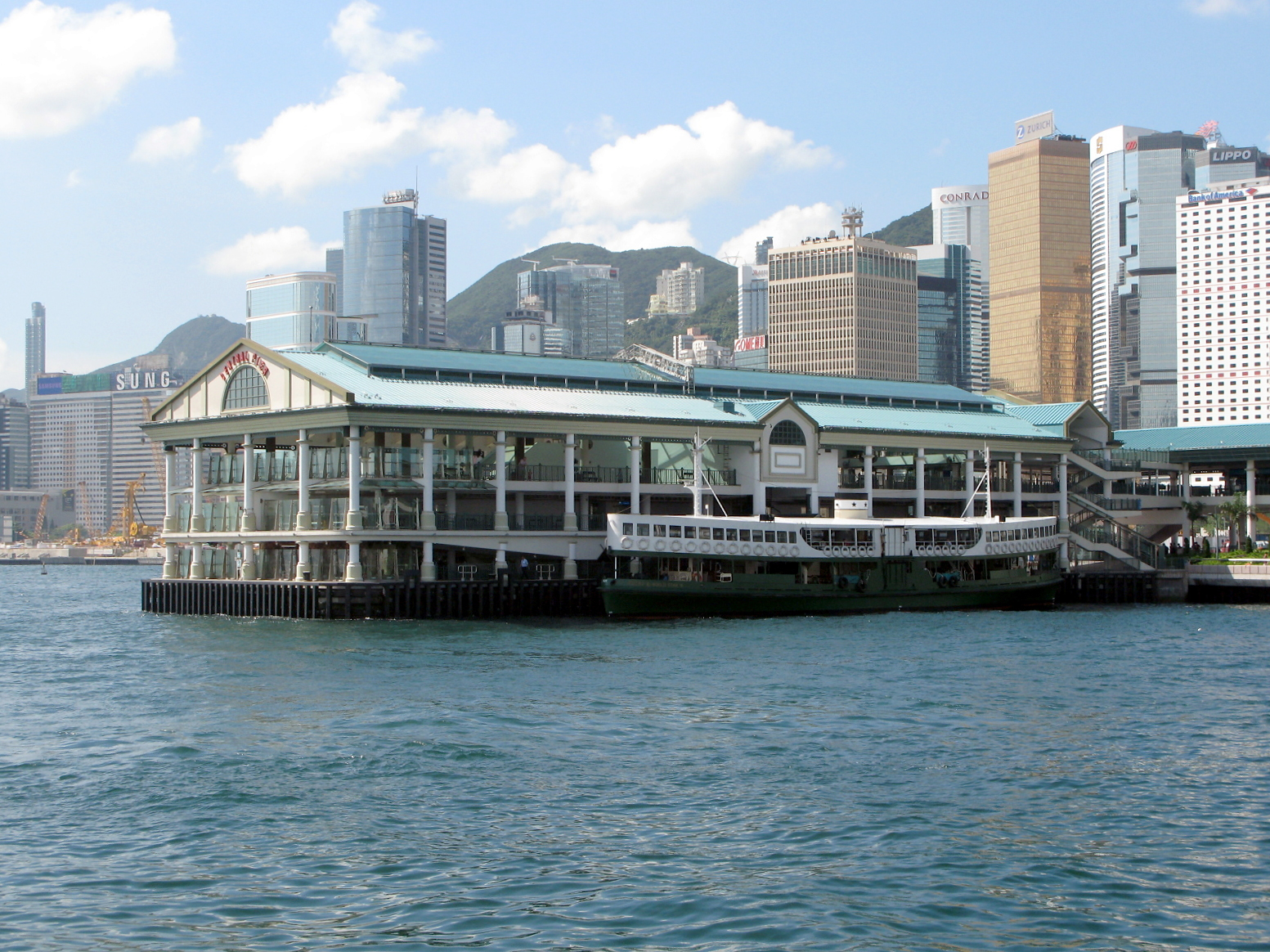
前8號碼頭（2009年）
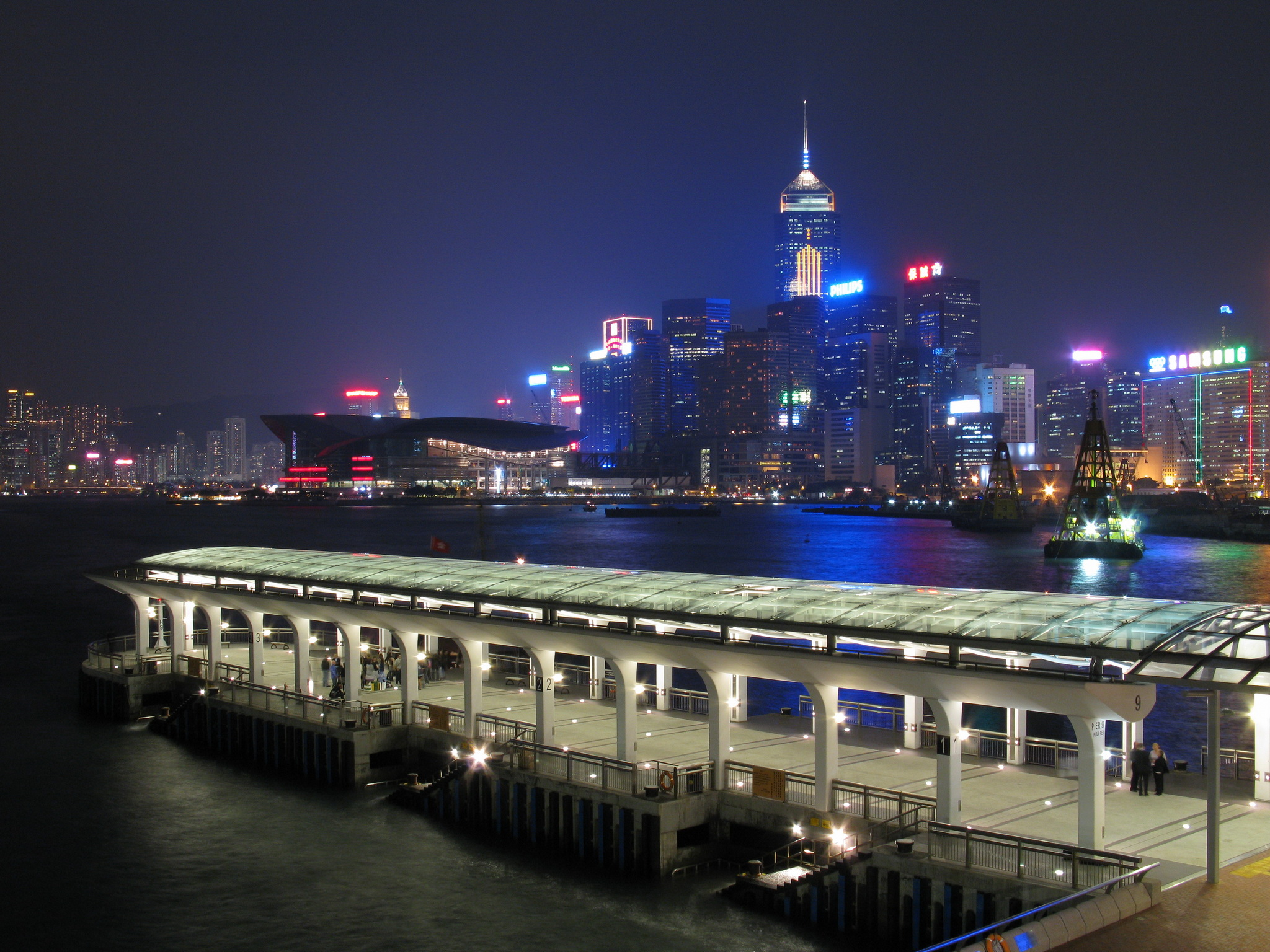
9號碼頭
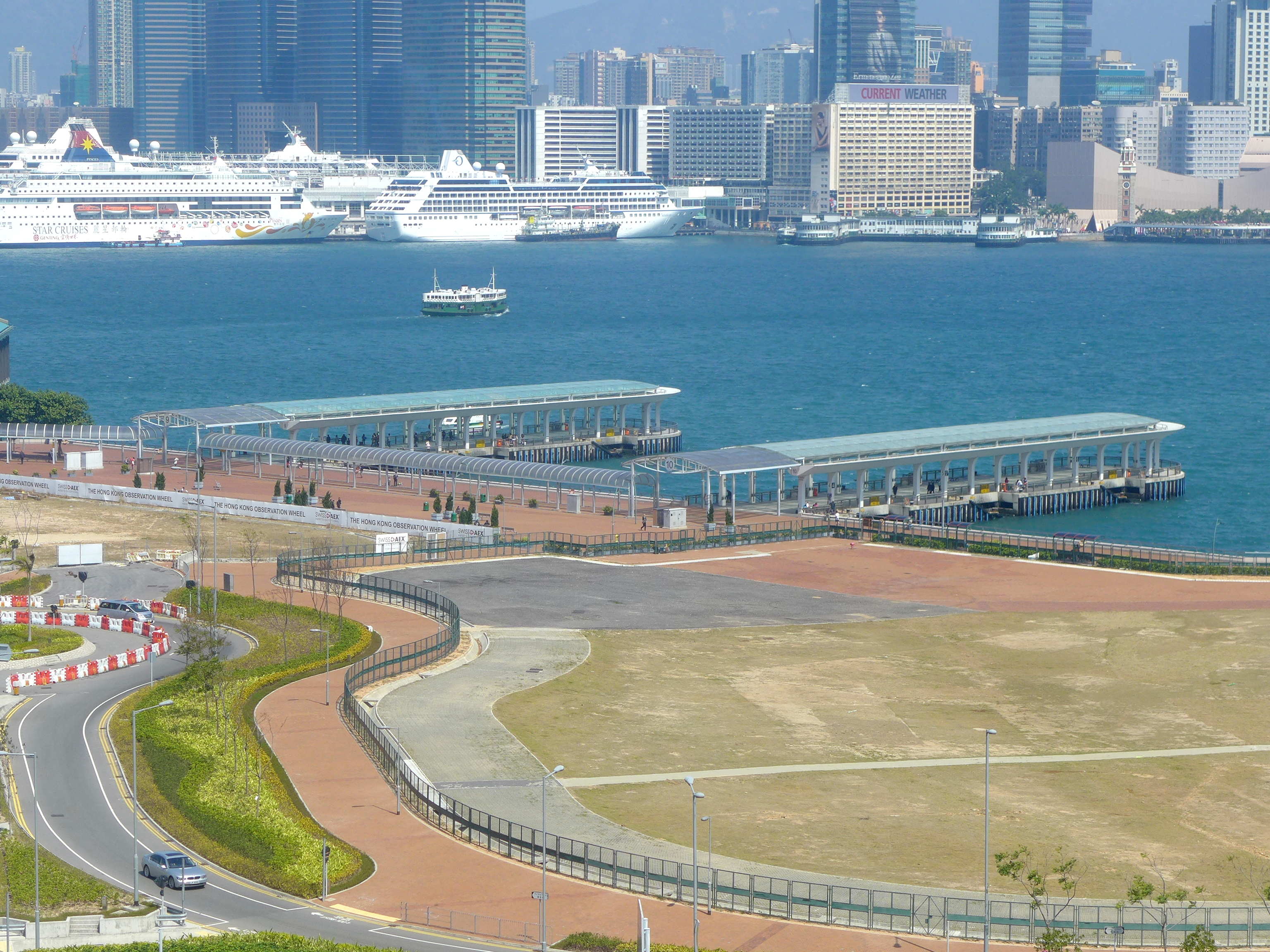
9號及10號碼頭

## 流行文化
獨特的天幕設計和優美的景觀使九號碼頭成為了港劇拍攝的必備場景，如TVB多部劇集《談情說案》、《法證先鋒III》、《My盛Lady》、《回歸》，以及ViuTV《大叔的愛》等的取景地。另外，電影《海關戰線》中的「貨輪連撞中環碼頭」一幕，則在6-8號碼頭（包括中環天星碼頭及海事博物館）拍攝。

## 接駁交通

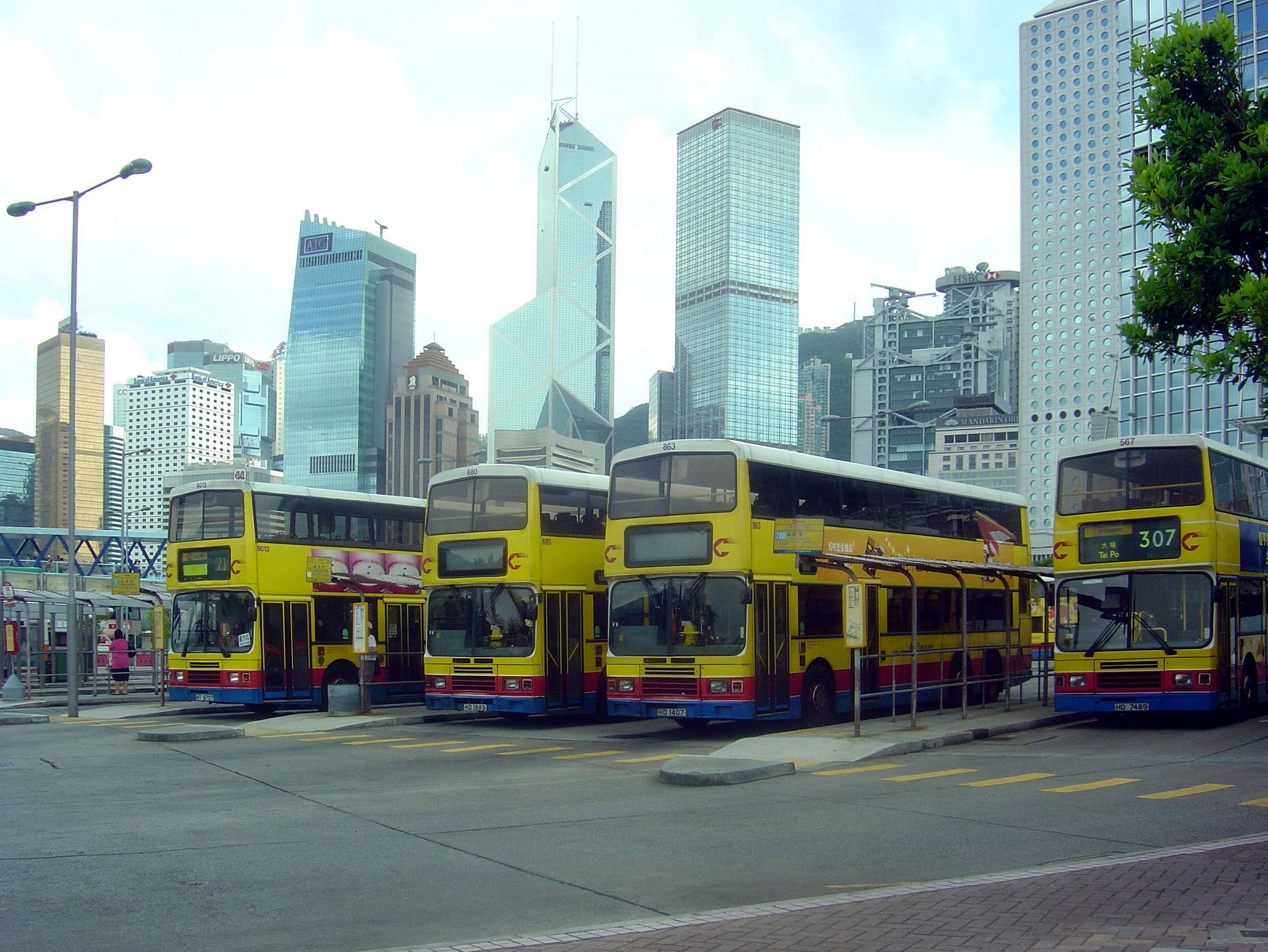
在碼頭總站等候的城巴車隊

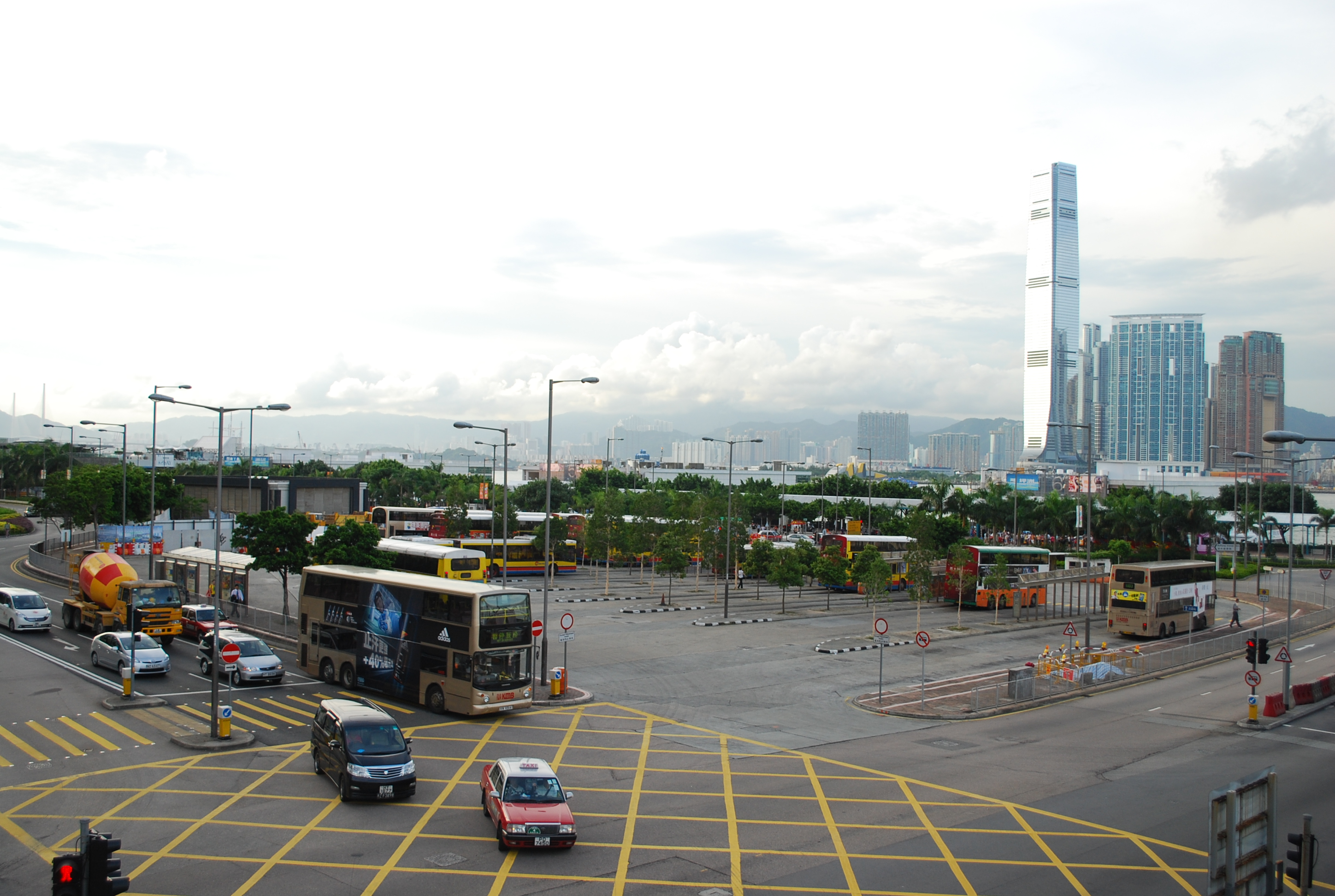
中環渡輪碼頭巴士總站全觀